# Yodel It!
"Yodel It!" は、ルーマニアの歌手イリンカ・バチラとアレックス・フローレアによる楽曲。 2017年1月30日にCat Musicからリリースされた。ミハイ・アレクサンドルとアレクサンドラ・ニクラエによって作曲されている。ヨーデルとラップ、ロック、ポップ、ヒップホップを混合させた楽曲である。"Yodel It!"はもともとスイスのバンドタイムベルのために考えられていた曲だったが、イリンカに譲られ、そこへアレックスが参加した。
この楽曲は国内予選において次点の倍近くの票を獲得し、ユーロビジョン・ソング・コンテスト2017のルーマニア代表として選出された。